# Dürrenbach (Wurzbach)
Dürrenbach ist eine Siedlung in der Stadt Wurzbach im Saale-Orla-Kreis in Thüringen.

## Geografie
Das Gebiet um Dürrenbach liegt im Süden des Naturparks Thüringer Schiefergebirge/Obere Saale am Nordhang des Frankenwaldes 500–725 m über NN. Eine Ortsstraße verbindet Dürrenbach mit dem nördlicher liegenden Wurzbach und dem Umland.

## Verkehr
Im Fahrplan 2017/18 ist Dürrenbach durch folgende Linie an den ÖPNV angebunden:
- Linie 612: Titschendorf – Dürrenbach – Wurzbach – Weitisberga

Die Linie wird von der KomBus betrieben.

## Geschichte
Am 21. September 1381 wurde das Dorf urkundlich erstmals erwähnt. Tourismus, Wintersport, und Waldwirtschaft sind in der Gegenwart die Haupteinnahmequellen in diesem Gebiet.
Der Ort gehörte zur reußischen Herrschaft Ebersdorf, die zeitweise zu den Linien Reuß-Lobenstein und Reuß-Ebersdorf gehörte. 1848 kam der Ort zum Fürstentum Reuß jüngerer Linie (ab 1852 zum Landratsamt Schleiz) und 1919 zum Volksstaat Reuß. Seit 1920 gehört Dürrenbach zu Thüringen.

## Persönlichkeiten
- Adolf Hempel (1915–1971), Generalleutnant der Luftwaffe der Bundeswehr